# La libertà viaggia in treno
(da La libertà viaggia in treno)
La libertà viaggia in treno è una raccolta di racconti di viaggio realizzati in treno in Italia e in Europa pubblicata da Federico Pace nel 2016.
Nel libro, "la grande capacità descrittiva dell'autore ben si sposa con il linguaggio evocativo e poetico che rende ogni racconto una storia da condividere". Lo scrittore Paolo Di Paolo su La Repubblica (quotidiano) lo ha inserito tra "i più interessanti esperimenti letterari di questi anni" di narrazione di viaggio.
Il libro raccoglie 23 racconti-reportage. Dalla Grecia degli anni della crisi da Atene a Salonicco fino alla Costa Azzurra dove i due volti del Mediterraneo si svelano con incanto e dolore. Dal passaggio attraverso il Brennero dove si accavallano le migrazioni di ieri a quelle di oggi, fino al percorso misterioso che i Balcani compiono incessantemente fino al Mar Nero. 

## I racconti
Compagni di viaggio
Da Atene a Salonicco. La crisi economica e lo spaesamento delle persone visto attraverso gli incontri in un vagone nella terra che è stata degli dèi e che ora è abitata solo dagli uomini.
Statue e architetture
Da Londra a Parigi. Il viaggio in Eurostar attraverso il tunnel che unisce le due città da sempre rivali.
Sul ciglio di un binario
Da Porto a Lisbona.
La liturgia del saluto
Da Monaco a Berlino.
Nell'universo segreto del vagone
Da Barcellona a Madrid.
La giostra e il satellite
A Berlino sul Berliner Ringbahn.
Esplorazioni nel cratere
A Napoli sulla Circumvesuviana.
Fuggire e tornare
In Svezia intorno al Mälaren.
Coincidenze
In Irlanda da Galway a Londonderry.
Nella pancia della nave
Da Sapri a Messina.
La durata di un viaggio
In Inghilterra, in Cumbria, tra Barrow-in-Furness e Whitehaven.
Ragioni per partire
Da Amburgo a Copenaghen.
Una nuova vita
Sulla Costa Azzurra, da Nizza a Marsiglia.
Incontri e separazioni
In Norvegia, da Stavanger a Egersund.
Il cielo capovolto
In Sicilia, in Val di Noto, da Ragusa a Siracusa.
Senza biglietto
Da Pistoia a Porretta Terme.
Lungo il corridoio
Da Verona a Innsbruck.
Il paesaggio e la consapevolezza
Da Cuneo a Ventimiglia
Oltre lo specchio
Da Bari a Matera.
Paesaggi interiori
In Norvegia, da Oslo a Bergen.
Sui modi di apprendere la geografia
Da Venezia a Atene.
Il viaggiatore inadeguato
Da Sofia a Burgas.
La pazienza e il cambiamento
Da Cagliari a Olbia.

## Edizioni
- Federico Pace, La libertà viaggia in treno, 5 ed., collana Robinson/Letture, Casa editrice Giuseppe Laterza & figli, 2016,  p. 196, ISBN 978-88-58-12462-8.